# Ferdinand Fabricius der Jüngere
Ferdinand Fabricius (* 29. Dezember 1840 in Breslau; † 14. August 1912 in Stralsund) war ein deutscher Jurist, Historiker und Archivar.
Er hat sich insbesondere um die Neuordnung der Bestände des Stralsunder Stadtarchivs verdient gemacht. Fabricius edierte das älteste Stralsunder Stadtbuch und verfasste einige Abhandlungen zur Stralsunder und pommerschen Geschichte.
Ferdinand Fabricius d. Ä. ist sein Vater.

## Werke
- Das älteste stralsundische Stadtbuch (1270–1310), Berlin 1872. Digitalisat der Digitalen Bibliothek M-V
- Die älteren Siegel der Stadt Stralsund. Aus Syndicus Brandenburg’s hinterlassenen Papieren und nach den Originalen herausgegeben, Stralsund 1874.
- Denkschrift über die Begründung und den Umfang der Fährgerechtigkeit der Fähleute zu Altefähr gegenüber Stralsund, Celle 1891. Digitalisat der Staatsbibliothek Berlin
- Über das Schwerinsche Recht in Pommern, In: Hansische Geschichtsblätter,  Bd. 21.1894.
- gemeinsam mit Heinrich Woldemar Manke, Theodor Pyl und Martin Wehrmann: Die erhaltenen mittelalterlichen Stadtbücher Pommerns, In: Baltische Studien, 46. Jg. (1896), S. 45–102. Digitalisat der Digitalen Bibliothek M-V